# 湖南省质量技术监督局
湖南省质量技术监督局 是中华人民共和国湖南省人民政府负责主管湖南省质量、标准化、计量、认证、食品、特种设备、纤维检验等工作的直属机构。

## 内设机构
- 办公室
- 计划财务处
- 科学技术处
- 政策法规宣传教育处
- 产品质量监督处
- 食品生产监管处
- 质量处
- 标准化处
- 计量处
- 认证监督管理处
- 特种设备安全监察局
- 人事教育处
- 离退休人员管理服务处
- 机关党委
- 纪检监察室
- 机关工会[1]

## 直属机构
- 省纤维检验局
- 省质量技术监督稽查总队
- 省计量检测研究院
- 省产（商）品质量监督检验所
- 省标准化研究院
- 省计量仪器仪表试验所
- 省特种设备检测中心
- 省食品质量监督检测所
- 省质量技术监督局培训中心
- 省烟花爆竹产品安全质量监督检测中心
- 湖南省质量技术监督局信息中心
- 湖南省质量技术评审中心[2]

## 历任局长
| 姓名   | 就任日期  | 卸任日期  | 备注 |
| ------ | --------- | --------- | ---- |
| 孔令志 | 2000年5月 | ？        |      |
| 欧阳彪 | 2015年8月 | 2021年3月 |      |
| 蒋新祺 | 2021年3月 |           |      |